# Públio Cornélio Lêntulo Caudino
Públio Cornélio Lêntulo Caudino (em latim: Publius Cornelius Lentulus Caudinus) foi um político da gente Cornélia da República Romana eleito cônsul em 236 a.C. com Caio Licínio Varo. Era filho de Lúcio Cornélio Lêntulo Caudino, cônsul em 275 a.C., e irmão de Lúcio Cornélio Lêntulo Caudino, cônsul do ano anterior.

## Consulado (236 a.C.)
Foi eleito cônsul em 236 a.C. com Caio Licínio Varo. Os dois receberam ordens de levar o exército até a Planície Padana para enfrentar a tribo gaulesa dos ligúrios, que haviam atravessado os Alpes. O perigo foi debelado sem que houvesse uma batalha graças às rivalidades e lutas que se desenrolaram entre os próprios invasores, mas ainda assim ele celebrou um triunfo.